# Scalpay, Outer Hebrides
Scalpay é uma ilha da região conhecida como Outer Hebrides, na Escócia.

## Geografia
Scalpay tem cerca de 4 km (2,5 milhas) de comprimento e uma altura de 104 metros (341 pés) em Beinn Scorabhaig.
A área da ilha é de 653 hectares. O principal assentamento na ilha está no norte, perto da principal ponte.